# Regina Kägi-Fuchsmann

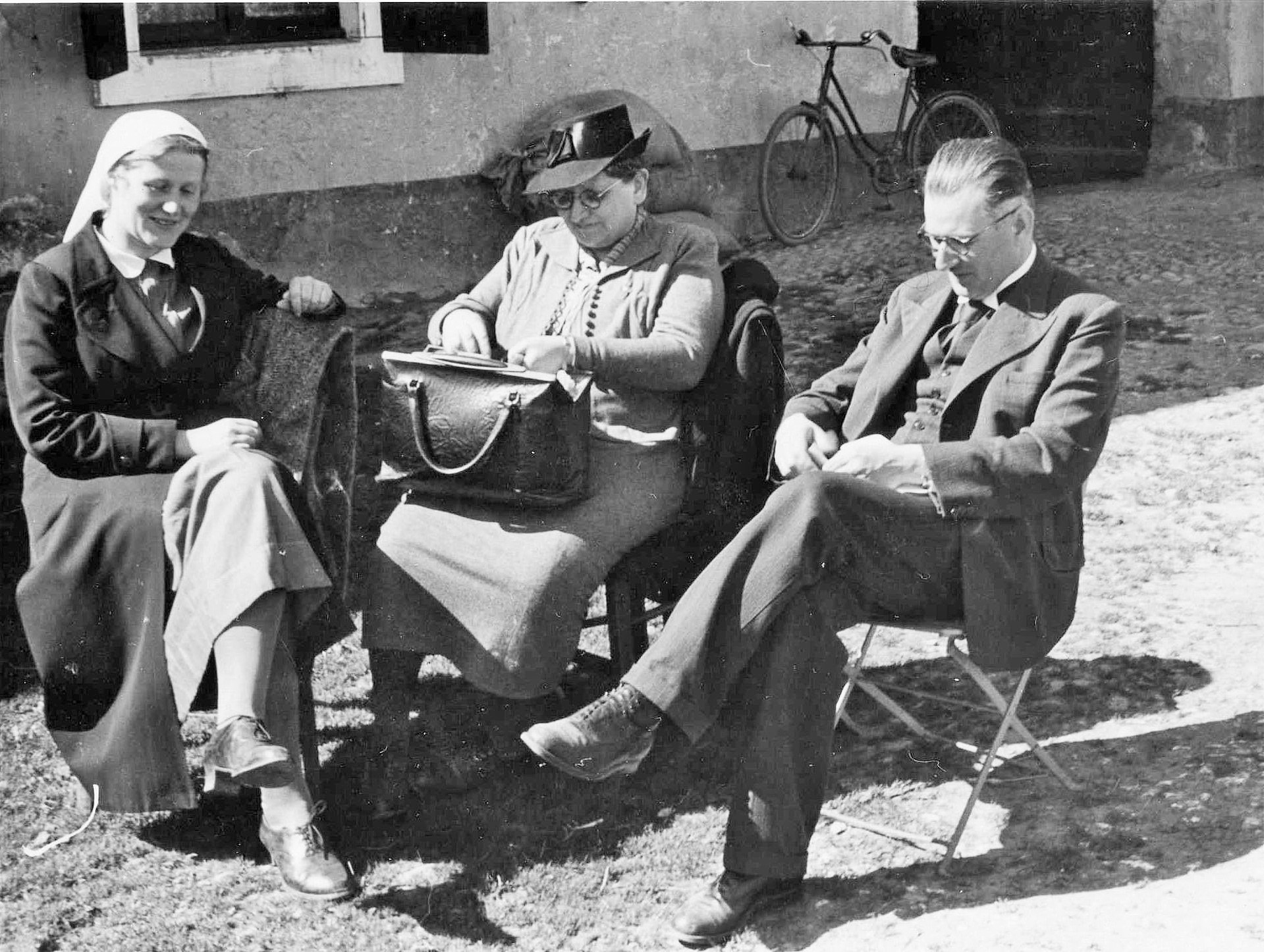
Regina Kägi-Fuchsmann (Mitte), Camp de Gurs, 1942

Regina Kägi-Fuchsmann (* 10. Mai 1889 in Zürich als Regina Fuchsmann; † 12. Juni 1972 ebenda) war eine Schweizer Frauenrechtlerin, Flüchtlingshelferin und humanitäre Aktivistin.

## Leben

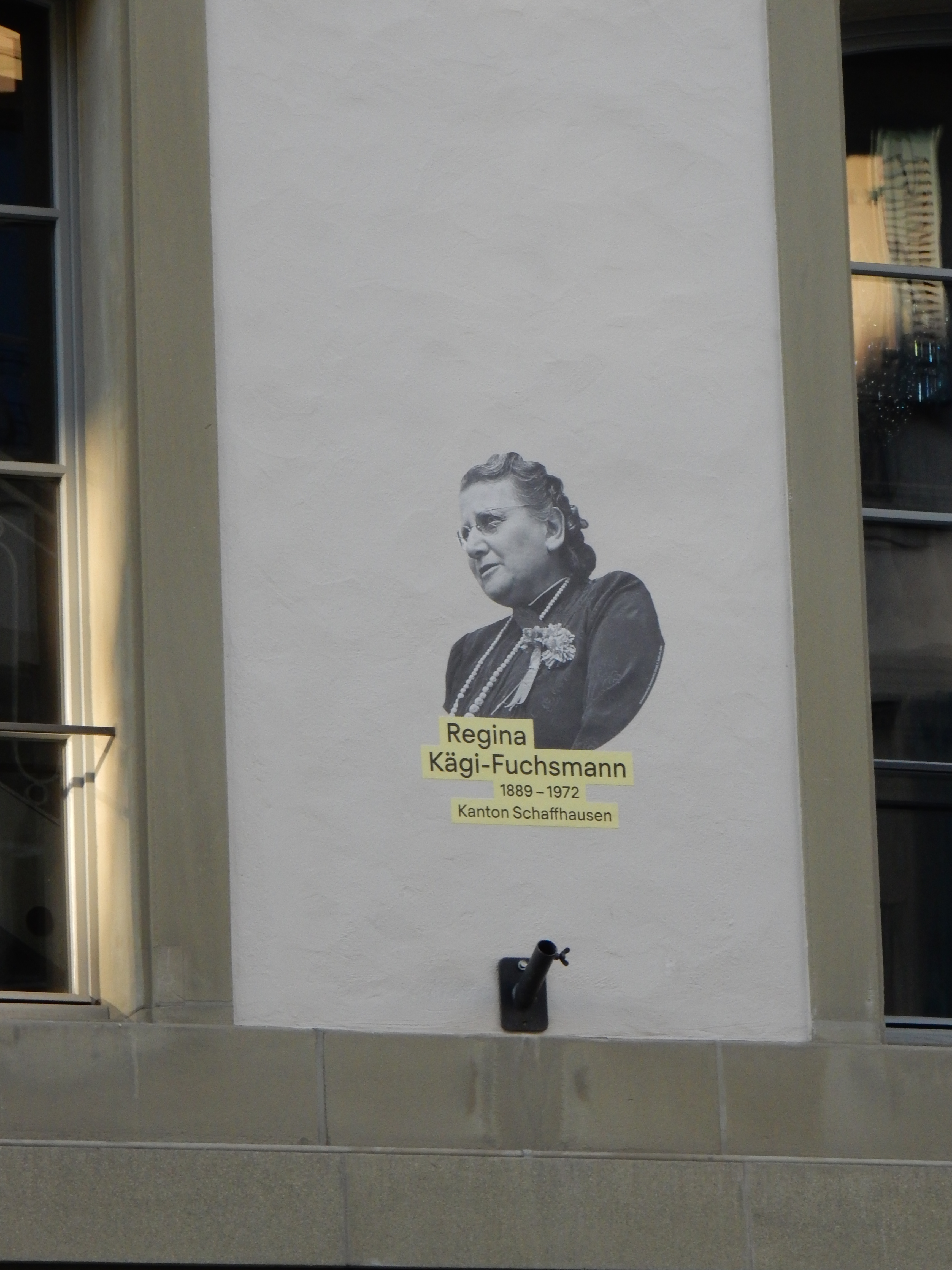
Regina Kägi-Fuchsmann (hommage 2021.ch)

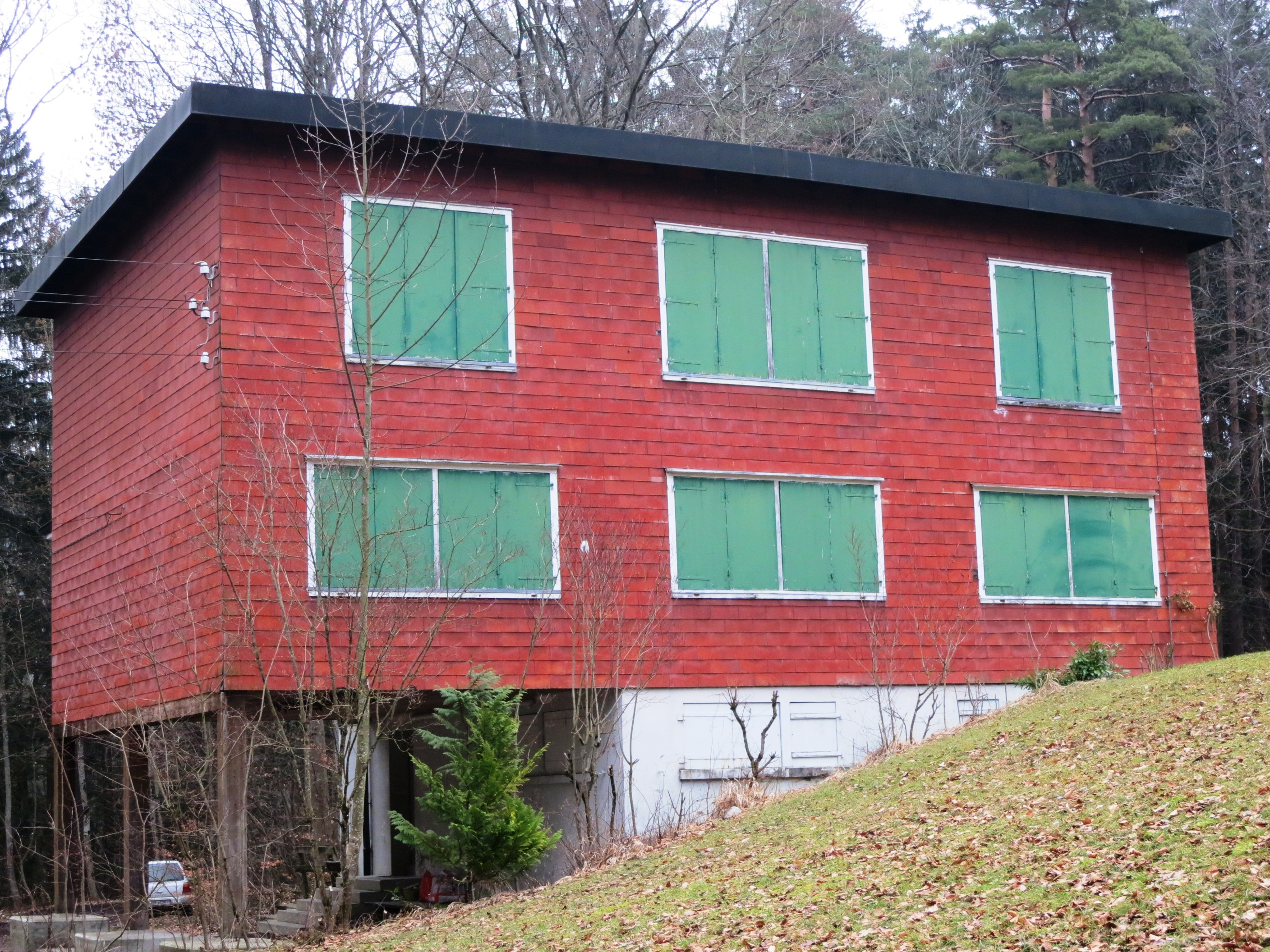
Ferienlagerhaus Mösli der Roten Falken Zürich

Die Tochter des jüdischen Kaufmanns Salomon Fuchsmann und seiner Frau Helena Fuchsmann geb. Berkowitz war von 1911 bis 1913 Primarlehrerin und studierte von 1913 bis 1916 für das Sekundarlehramt an der Universität Zürich. 1915 heiratete sie den Fürsorgebeamten Paul Kägi, der dann von 1929 bis 1941 die Zentralstelle für soziale Literatur der Schweiz leitete. Von 1918 an war sie Lehrerin in Schaffhausen, von wo aus sie aktiv am Aufbau der Frauenzentrale teilnahm, deren gesamtschweizerische Präsidentin sie von 1923 bis 1925 war. Zudem setzte sie sich für die Verbesserung der Arbeits- und Lebensbedingungen von Heimarbeiterinnen ein. 1924 gebar sie ihren Sohn Ulrich.
Von 1933 an leitete sie in Zürich die Proletarische Kinderhilfe, die im selben Jahr in Arbeiterkinderhilfe der Schweiz (AKH) umbenannt wurde und 1936 im Schweizerischen Arbeiterhilfswerk (SAH) aufging. Sie war bis 1951 Geschäftsführerin des SAH. In dieser Funktion organisierte sie Ferien für Arbeiterkinder und für deutsche Flüchtlingskinder im Zweiten Weltkrieg in Privathaushalten und in Lagern. Bei der Sommeraktion von 1935 für Kinder schweizerischer Arbeitsloser verbrachten 520 Vorschulkinder bei Privaten und 714 Kinder in einem Lager (wie das Jurahaus Haselmatt in Aux Bulles, das Naturfreundehaus Albishaus auf dem Albispass, das Mösli bei Stallikon). Die Geschäftsleitung der AKH führte Fortbildungskurse für Leiter und Helfer durch, wo auch Kägi über Themen wie die Einrichtung des Lagers, den technischen Aufbau oder die Hygiene im Lagerbetrieb referierten.
Während des Spanischen Bürgerkriegs (1936–1939) kümmerte sie sich zudem auch um spanische Flüchtlingskinder. Für die Hilfe im Spanischen Bürgerkrieg hatte sich 1937 die SAH mit 13 Hilfswerken zur Schweizerischen Arbeitsgemeinschaft für Spanienkinder (Ayuda Suiza, SAS) vereinigt, die 1940 – infolge der Ausweitung des Kriegselendes auf immer weitere Länder (Finnland, Polen, Benelux, Frankreich) – mit 17 Organisationen zur Schweizerischen Arbeitsgemeinschaft für kriegsgeschädigte Kinder (SAK) und ab 1. Januar 1942 zur Kinderhilfe des Schweizerischen Roten Kreuzes wurde. Ab 1940 reiste sie als Initiantin der Aktion Colis Suisse (Schweizer Pakete) regelmässig in die Flüchtlingslager im nicht-besetzten Frankreich, um vor Ort Hilfe anzubieten. 
Als der Zweite Weltkrieg vorbei war, engagierte sich Regina Kägi im Wiederaufbau in Europa und organisierte unter anderem die Schweizer Spende 1944. Ab 1948 war sie Präsidentin der Schweizer Europahilfe (später Schweizer Auslandhilfe). 
In den 1950er Jahren verlagerte Kägi ihr Engagement in die Entwicklungshilfe. Ab 1952 arbeitete sie für die UNO. 1955 war sie Gründungsmitglied des Schweizerischen Hilfswerks für aussereuropäische Gebiete (Helvetas). 1961 wurde ihr der Titel Dr. h. c. durch die Universität Zürich verliehen.

## Werk
Regina Kägi war eine überzeugte Sozialdemokratin, die sich immer klar vom Kommunismus distanzierte. Ihre Arbeit, aber auch ihre schriftlichen Werke und Vorträge zeugen von einem alles durchdringenden Realismus. Kägi zog allzeit konkrete Aktionen zugunsten von Benachteiligten dem politischen Diskurs vor und legte dabei Wert auf Machbarkeit, Effektivität sowie rasche Umsetzung. 

## Schriften (Auswahl)
- Solidarität über die Grenzen. Vortrag auf der öffentlichen Schlusskundgebung der Reichskonferenz der Arbeiterwohlfahrt 1959 in Wiesbaden. Bonn: Arbeiterwohlfahrt 1959. (Schriften der Arbeiterwohlfahrt. 13).
- Vom Werden der schweizerischen Entwicklungshilfe. Zürich: Schweizerische Gemeinnützige Gesellschaft 1966.
- Das gute Herz genügt nicht. Mein Leben und meine Arbeit. Zürich: Ex Libris 1968.